# Karel Hugo Hilar

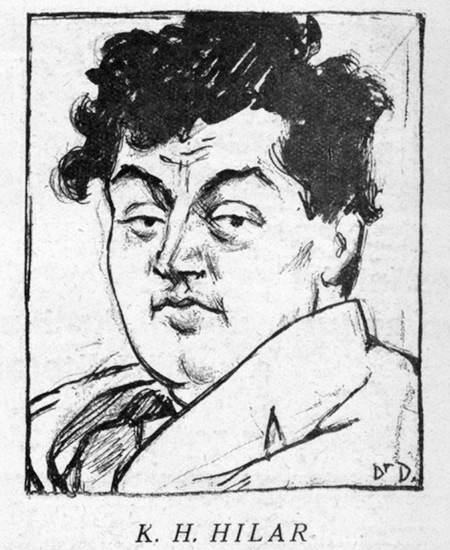
Karel Hugo Hilar, karikatura od Hugo Boettingera z Rozprav Aventina, 1925

Karel Hugo Hilar, vlastním jménem Karel Bakule (5. listopadu 1885, Sudoměřice u Bechyně – 6. března 1935, Praha), byl divadelní režisér, básník, kritik, prozaik a dramatik.

## Život
Karel Hugo Hilar zdědil talent asi po otci Františkovi, který byl literárně činný (např.  O umění žít, Apoštol nové lásky, Rozmary erotismu). Mladý Karel již ve třinácti letech napsal první drama, psal básně, povídky, romány (Rozváté sny, Její bůh, Odložené masky, Adamův sen) i literární kritiky. Překládal francouzskou dekadentní poezii. Po gymnáziu (1904) vystudoval klasickou filologii na Filozofické fakultě UK (1911) a během studií vedl se svými přáteli Jarmilem Krecarem a Arthurem Breiským Moderní bibliotéku, kterou do roku 1914 vydával František Adámek. V listopadu 1910 však již nastoupil jako lektor Městského divadla na Vinohradech, na přelomu května a června 1911 se zde poprvé dostal k režii (hra Hermanna Bahra Pavouk), v roce 1913 se stal dramaturgem a již v roce (1914) šéfem činohry. Ve Vinohradském divadle spolupracoval s výtvarníky Josefem Wenigem, Františkem Kyselou, Vratislavem Hugem Brunnerem a především s Vladimírem Alexandrem Hrskou (členem spolku Mánes a žákem prof. Švabinského), který pro Hilara realizoval do roku 1919 přes čtyřicet výprav. V závěru svého vinohradského působení spolupracoval s mladým členem skupiny výtvarníků „Tvrdošíjní“ Vlastislavem Hofmanem..
Od 1. ledna 1921 přešel na výzvu Dramatického svazu podporovaného většinou odborné kritiky do Národního divadla, kde byl až do své smrti šéfem činohry a režisérem. Zde pracoval s mladými lidmi a angažoval na jeho „prkna“ pozdější velikány – Zdeňka Štěpánka, Ladislava Peška, Hugo Haase, Františka Smolíka. Do Národního divadla přizval rovněž další své spolupracovníky z Vinohradského divadla, např. herce Bedřicha Karena (v roce 1921), Zdeňku Baldovou a Václava Vydru (v roce 1922), Jaroslava Vojtu (v roce 1925), Leopoldu Dostalovou (v roce 1924) a režiséra Karla Dostala (v roce 1922). Též angažoval mladé režiséry z okruhu avantgardy (Viktor Šulc, Vladimír Gamza, Jiří Frejka), z nichž Frejka se stal nejvýznamnějším pokračovatelem Hilarova díla.
V letech 1920 až 1935 s Otakarem Ostrčilem (skladatelem a dirigentem) tvořil dvojici, která určovala uměleckou úroveň Národního divadla. Hilar uplatňoval moderní pojetí divadla a vyžadoval střídmější a civilnější herecký projev. U kritiky se však příliš nesetkával s pochopením a vedl spory i s hercem Václavem Vydrou.
Neúnavnost a píle, s níž se věnoval literatuře a režii, jej vyčerpávala a tak v 39 letech byl po záchvatu mrtvice na delší čas vyřazen. Po návratu do ND pracoval ještě usilovněji, ale v necelých padesáti letech druhému záchvatu podlehl. Tisk napsal, že „padl ve službách Národního divadla“. K. H. Hilarovi, který byl mimořádným přínosem české kultuře, odhalili roku 1936 v rodné obci na domě čp. 62 pamětní desku. Také v Divadle na Vinohradech byla 21. října 1939 odhalena jeho busta.
Jeho manželkou byla herečka Zdeňka Baldová.

## Citát
| „                    | Hilar byl umělec z rodu Dionysova. Jím vtrhuje na české jeviště běs, jehož bytostnou řečí je vichření. Po harmonickém lyrismu Kvapilově přichází období rozpoutaných sil, kdy vidíme na jevišti vulkanické výbuchy světel, smršť hlasů a těl, divoký útok na prostor a drsnou, syrovou člověčinu. Tempo, rytmus, zkratka a gradace – to jsou hlavní projevy tohoto vnitřního přetlaku, jímž Hilar elektrisoval české divadlo. | “ |
| — Dr. Miroslav Rutte | |   |

## Ocenění

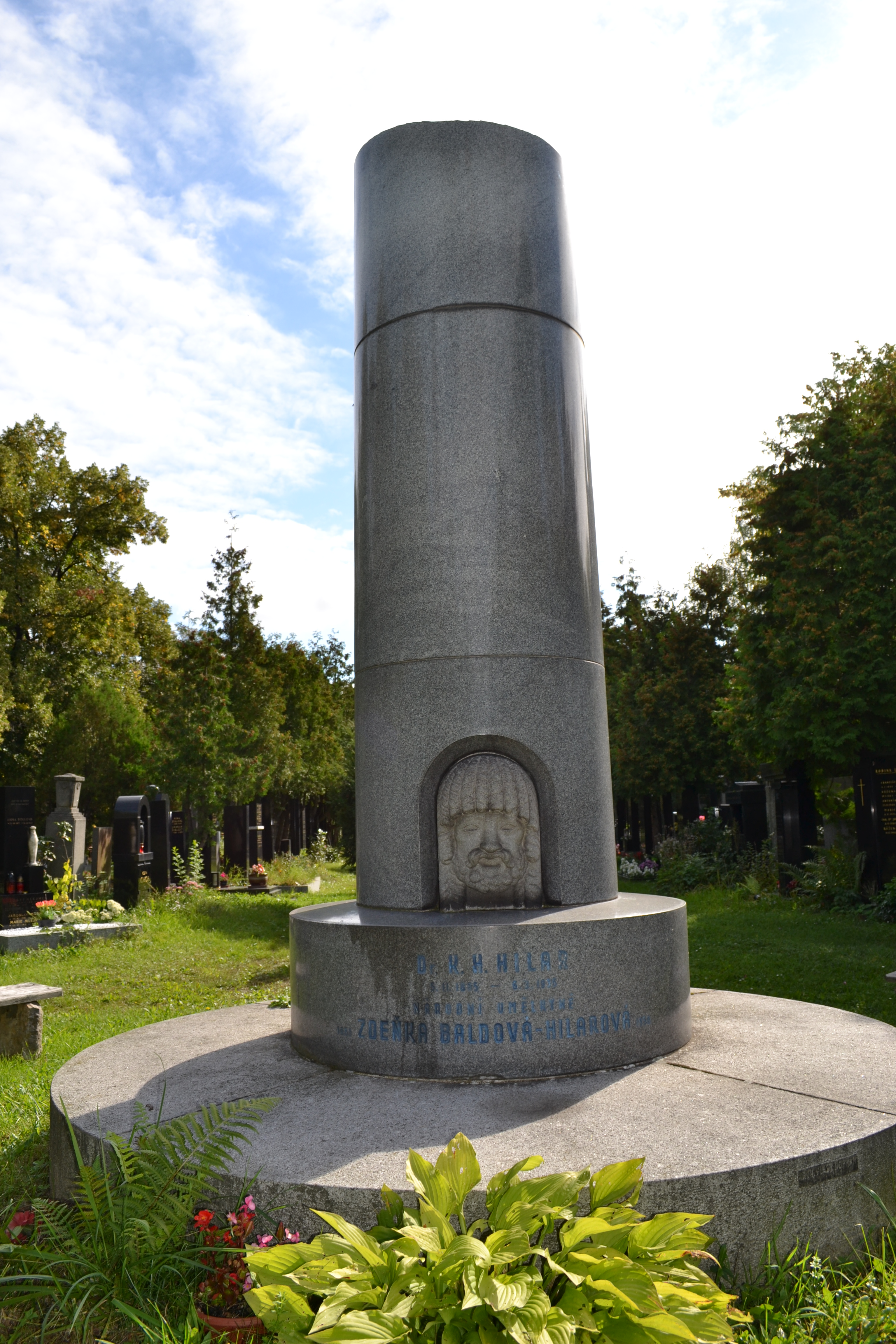
Hrob K. H. Hilara a Z. Baldové na Vinohradském hřbitově v Praze

- 1923 Státní cena

## Z díla

### Vybrané divadelní režie
- 1913 Molière: Jiří Dandin čili Ošálený manžel, Vinohradské divadlo, 8 repríz
- 1915 Viktor Dyk: Veliký mág, Vinohradské divadlo, 7 repríz
- 1917 Molière: Don Juan, Vinohradské divadlo, 17 repríz
- 1918 Molière: Amfitryon, Vinohradské divadlo, 31 repríz
- 1919 Arnošt Dvořák: Husité, Vinohradské divadlo, 65 repríz
- 1919 Otokar Fischer: Jupiter, Vinohradské divadlo, 36 repríz
- 1920 Otokar Fischer: Herakles, Vinohradské divadlo
- 1920 Fráňa Šrámek: Hagenbeck, Vinohradské divadlo
- 1920 William Shakespeare: Bouře, Vinohradské divadlo
- 1921 William Shakespeare: Coriolanus, Národní divadlo
- 1922 Christopher Marlowe: Edvard II., Národní divadlo
- 1922 August Strindberg: Královna Kristýna, Národní divadlo (v hl. roli Andula Sedláčková)
- 1922 Josef Čapek, Karel Čapek: Ze života hmyzu, Národní divadlo (opakovaně provedeno v Hilarově režii i v letech 1925 a 1932)
- 1924 William Shakespeare: Romeo a Julie, Národní divadlo
- 1926 William Shakespeare: Hamlet, Národní divadlo
- 1926 William Shakespeare: Blažena a Beneš, Národní divadlo
- 1929 William Shakespeare: Král Lear, Národní divadlo
- 1932 Sofoklés: Král Oidipus, Národní divadlo
- 1933 bratři Mrštíkové: Maryša, Národní divadlo
- 1934 Eugene O'Neill: Smutek sluší Elektře, Národní divadlo
- 1934 William Shakespeare: Cokoli chcete čili Večer tříkrálový, Národní divadlo
- 1935 Stanislav Lom: Svatý Václav, Národní divadlo

### Teatrologické práce
- 1914 Divadelní promenády. Dostupné online
- 1925 Boje proti včerejšku
- 1930 Pražská dramaturgie

## České divadelní osobnosti o K. H. Hilarovi
Zdeněk Štěpánek
- Hilar jako režisér byl tvrdý až brutální, snad i krutý, ale jakmile si uvědomil, že přestřelil, okamžitě vše obrátil v žert. Řekl jsem již, že často budil dojem, jako by nebyl normální. Snad opravdu nebyl, ale jsem si jist, že si toho byl vědom a vše zastíral podivným šaškovstvím. Řekli byste cvok. Právě tak si počínal i v práci s herci. Dráždil je, ironizoval, zesměšňoval, až někdy herečky i plakaly, ale zajímavé bylo, že vždycky z takových provokací vyšlo něco nového, že v nás vyburcoval a objevil zcela nový tón, překvapující herecký projev, o němž jsme sami netušili, že jsme ho schopni.[10]

- A hrát na Vinohradech u Hilara už teprve něco znamenalo. Hilar mne neobyčejně zajímal. Podivný člověk. Zdál se mi trochu komický vzhledem i jednáním, v němž byla skryta prazvláštní ironie. Jeho hovor i stavba vět byly zcela originální, člověk nevěděl, na čem je, co myslí vážně a co žertem, kde je vtip, kde ironie. Ano, takový byl Hilar. Bystrý, rozhodný, rychlý v úsudku, vždy ochotný riskovat. Kdo ho neznal, mohl se domnívat, že je trochu praštěný, ale zmýlil by se, kdo by ho za takového považoval. Věděl vždy přesně, co chce, byl neobyčejně houževnatý a dovedl jít za svým cílem bez oddechu, dokud ho nedosáhl. Kdysi literární dekadent, dnes nejprůbojnější režisér. Eminentně vzdělaný, vášnivý, prudký, výbušný umělec, temperamentní, dravý divadelník s úžasnou básnickou fantazií vytvořil na Vinohradech divadlo, které se stalo nejpozoruhodnějším v republice.[11]

- Mně osobně bylo Hilara nějak líto, nevím přesně proč, ale vždycky jsem měl pocit, že v sobě skrývá nějaký smutek, že není šťastný, nebo lépe řečeno, že nedovede být šťastný. Snad to zaviňovala jeho duševní překultivovanost, jeho estétství a věčná přetvářka. Snad jeho osamělost, i když byl ženatý, Hilar samotu vyhledával.[12]

Eduard Kohout
- „O problémech má divák přemýšlet, když přijde z divadla domů. Při představení musí být stržen,“ to byla stará Hilarova zásada.[13]

- V náhradu i navíc získal Hilar herce, bez nichž jsme si potom repertoár ani nedovedli představit, mimo jiné Půlpánovou, Šejbalovou, Scheinpflugovou, Štěpničkovou (pořadí je chronologické!), Neumanna, Boháče, Rogoze, L.Veverku, Peška, Haase. Později kromě jiných Pačovou, Hálkovou, Smolíka, Štěpánka, Průchu, Pivce, Grusse, Dohnala. Nesvědčí už výčet jmen o jeho jedinečném čichu pro hereckou kvalitu? [14]

- V době Stanislavského, Reinhardta, Jessnera bylo jasné, že divadlo musí mít uměleckého lodivoda. U nás byla taková osobnost jen jedna, a tou byl bezesporu Hilar. Čím dál tím hlasitěji se mluvilo o tom, že musí přijít do Národního divadla.[15]

- Největší pochvalou mého výkonu byly rozpaky nad tím, kdo hrál skutečnou opici, která se nakonec také na scéně objeví: byl to šimpanz, nebo Kohout? Byl to Kohout. A zase nade všechna vyznamenání byla Hilarova pochvala. Vzal mě za opičí ucho a jásal: „Skvostné! Od pravé opice pouhým okem k nerozeznání!“[16]

- „Romeo a Julie“ byl dosud nejsilnější, nejživější Shakespeare u nás. Nikdo už nemohl Hilarovi Kvapila předhazovat, porazil ho právě Shakespearem. Rozumějte, neznevažuji tím práci našeho prvního velkého režiséra. V dějinách ani v umění se však nedá žít ze starých zásluh a jeho éra byla definitivně překonána. Hilar to dokázal – a padl. Jako by jeho život byl režírován s jeho smyslem pro dramatičnost.[17]

- Na divadle, které vedl Karel Hilar va které tak nesmírně miloval, umírají hrdinové v boji. V životě umírají hrdinové uprostřed práce. V tom smyslu hrdinný byl i konec našeho Karla Hilara. Ve chvíli, kdy se ho dotkla smrt, měl při sobě text Macbetha, na kterém pracoval. Byl to jeho poslední plán, do kterého se zarýval s celou svou úporností a vášnivým úsilím.[18]

- Bil jste se, doktore, jak statečně jste se bil, padl jste a přece jste zvítězil. Naučil jste nás bojovat pro divadlo a milovat je….Sbohem.[19]

Bedřich Karen
- Zemřel tvůrce velké epochy českého divadelnictví, na niž nemožno zapomenout nebo ji dokonce vyškrtnout z dějin našeho divadla….Zemřel věčný student, dychtivě ssající vše nové ze světa, stále se učící u každého a u všech. Zemřel člověk veselého srdce, které později bylo těžké, umdlené. Zemřel někdo, kdo nežil marně. Uschl strom, který nerodil pláňata. Zemřel Hilar, který byl vždycky svůj, v omylech i ve vítězstvích.[20]

František Kovářík
- Při zkouškách jsem si připadal jak v manéži. Uprostřed stál dr.Hilar a tím bičem tam o zem práskal, jen to svištělo. Odpusťte, že jsem to tak viděl….Nebyl jsem, myslím, sám, komu neseděl Hilarův tehdejší způsob jednání s herci. Tehdy. Později, když už byl v Národním, bylo prý to lepší.[21]

- Ono to tenkrát bylo takové umělecké soutěžení mezi Národním a Vinohradským, mezi Hilarem a Kvapilem. I divadelníci se rozdělovali na hilarovce a kvapilovce, někdy to zacházelo až moc daleko.[22]

Jarmila Kronbauerová
- My jsme Vám věřili. A když jsme se rozletěli, věděli jsme, že je to tak dobře, když jste nás rozletět nechal. To, myslím, byl největší klad vaší epochy u divadla, že jste nechal růst mladé herce, že jste je založil sebedůvěrou v práci. A za to vám dnes děkuji.[23]

Ladislav Boháč
- Takový cit pro rytmus, jaký měl Hilar, měl snad u nás pouze Dostal, ale to bylo přece jen něco jiného. Hilar puntičkářsky dbal, aby verš zněl čistě. Kolikrát jen se kvůli tomu herce natrápil![24]

- V čele činohry Národního stál Hilar od roku 1921, tedy plných čtrnáct let. Přišel do divadla otřeseného úmrtím Vojanovým a odchodem Jaroslava Kvapila, aby vyřešil krizi činohry. Nebylo to vůbec snadné. Vinohradské divadlo se za jeho vedení stalo slavným, u nás prvním divadlem. Hilar v něm měl svrchovanou moc. Nyní však musel počítat s prudkou opozicí i s podstatným omezením oné svrchované moci. Opozice se vskutku také dala slyšet – nebylo daleko ke stávce. Hilarovo pojetí režie a jeho pracovní metody byly radikálně odlišné od poklidného provozu v Národním. Odpůrci tedy dělali všechno možné, aby mu podkopali půdu pod nohama.[25]

- Hilar obohatil scénický projev o vědomí dramatického prostoru. Prostor jeho jeviště hrál. Světlo se stalo nositelem dramatického napětí, charakterizovalo situace a zrcadlilo vnitřní stavy postav. Rekvizita měla zřetelnou funkci, souvisela s dějem hry. Hilarovo jeviště bylo dynamické, plné výrazného rytmu, kontrastů, kontrapunktů a deformací.[26]

Edmond Konrád
- Hilar měl moc, vnukat obrazy, vynutit vid na autorovi, kolik jen ho v něm bylo. Hilarovi bylo dáno, zkypřit jeho mysl ve tvrdé masáži, kterou autor opouštěl udřen, ale občerstven. Tak Hilar obrozoval nejen drama, ale i dramatika. Dílo neviditelné, nezapsané a neuchované. Snad z děl jeho nejmenší a marné. Ale ze všech nejumělečtější, nejnezištnější, nejlidštější.[27]

Václav Štech
- Byl bych nejraději přivedl do divadla někoho, z něhož by mohl státi se časem můj nástupce, byť i ne hned ředitel. Chtěl jsem v divadelních zručnostech někoho vyučiti. Tu se přihlásil K. Hilar. Věděl jsem, že na mne v některých listech drsně útočil, ale myslil jsem si, že z mladého, o divadlo se zajímajícího člověka, hledajícího teprve směr, může býti spíše něco než z nějakého straníka s poklonami mne obskakujícího. Ale když se Dr. Hilar u mne objevil a poněkud mnoho a jalového a dosti nesrozumitelně mluvil, vzdal jsem se myšlenky, uvésti ho do divadla. Ale Hilar nalezl velmi výmluvného přímluvce. Vynikající uměleckou osobnost, v Praze populární, v naší rodině dobře zapsanou. (…) Když ona významná protekční návštěva zhostila se u nás svého úkolu, měli jsme se ženou myšlenku společnou. Na vliv tohoto přímluvčího u nás mohla K. Hilara upozorniti jen jediná osoba: Zdeňka Baldová! Je tedy ona za Hilarem – řekli jsme si. A potvrdilo se to i jinak. Za K. Hilara jali se nyní u mne mluviti osoby další, o jichž stycích se mnou mohl věděti jen, kdo byl do poměru divadla a naší rodiny dobře zasvěcen. Jako jsem však oné umělecké osobnosti nepokrytě pověděl, že se mi K. Hilar nezamlouvá pro nedůstojnou útočivost na různé osoby a frázovitost článků, o nichž jsem se byl teprve nyní poučil, a pro bizarnost uměleckých návrhů, plných nedůsledností, tak jsem se i doporučujícím výborům a osobním přátelům netajil rozpaky svými, ba i odporem. A doma jsem Zdeňce Baldové, když se otázala, s jakousi okázalostí řekl, že K. Hilar není člověkem mé důvěry. Moje žena při tom vzpomenula některých útoků na mou osobu, literáta nedůstojných, a já nad nimi povážlivě rameny pokrčil. Ale tu se Zdeňka Baldová ukázala býti velkým, nade mne bystřejším psychologem. Přikývla a řekla: "Dobře uděláte, pane řediteli, že se mu pomstíte! Psal o vás mizerně - neberte ho!" Z. Baldová znala totiž mou až chorobnou slabost, že se ničeho neštítím tak, jako mstivosti. (…) … druhého dne jsem vzkázal K. Hilarovi, aby do divadla přišel. Než se tak stalo, navštívila nás opět ona umělecká osobnost, důtklivými přímluvami neskrblíc. Pak teprve přišel sám uchazeč. Byl to však už jiný Hilar. Přišel sentimentálně a začal hned s omluvami, že jen proto o mně tak ošklivě psal, aby útoky na osobu ve veřejnosti známou na sebe upozornil. Odmítl jsem tento hovor, ale otázal se, jak a proč odešel od Vilímků. O krátkém pobytu jeho v tomto nakladatelství dostal jsem totiž nějaké zprávy. Vysvětlil je dosti komickým způsobem. Zlého se však nedopustil ničeho. Pak jsem se na něho zadíval a otázal se ho, jak tomu bylo s políčkem, který od Hasena, herce z Uranie, byl prý za nějakou kritiku dostal. Hilar chvíli otálel, ale pak doznal, že byl skutečně napaden, jak jsem naznačil. "Co jste dělal?" otázal jsem se. "Co jsem měl dělat? Prát se s takovým člověkem snad?" – "To se rozumí, že prát! Zabít jste ho měla třeba, popadnouti, co bylo u ruky, srazit k zemi--" Hilar pokrčil rameny, že se to lehce řekne – ale že – Rozloučil jsem se s ním poté a řekl, že mu dopíši. Ale bylo u mne rozhodnuto, že ho do divadla nevezmu – to pro dokázanou nestatečnost! Kritikami napadati dovedl – brániti se políčku nikoliv! Doma jsem rozhodnutí sdělil před Baldovou, nepřipustiv o tom rozhovor. Ale Z. Baldová věděla, že je v divadle přece někdo, kdo by u mne něco zmoci mohl. F. Schneiberg, jehož od dětství jsem znal a jako scénického malíře přivedl, když pokusy s jinými mistry štětce selhaly. (…) Baldová upozornila Hilara na Schneiberga – ten se pak ke mně s tak dojemnými a neumdlévajícími přímluvami za Hilara dostavil, že brzy nato stal se Hilar u nás tajemníkem. Dne 1. listopadu 1910 nastoupil. Když na mou otázku, proč by se domoci nechtěl filosofického doktorátu, odpověděl, že při práci divadelní studovati není možno, dal jsem mu tolik volného času, aby zde cíle tohoto mohl dosáhnout. Když jsem si jeho nacionále zapisoval, přiznal se, že se Hilar jmenuje pouze literárním pseudonymem, a žádal, aby jen tak byl u nás jmenován. Pravého jména svého – Bakule – dáti na veřejnost že si nepřeje. Nechce a nemůže nésti svého otcovského jména. Musel mi říci důvody. Byly závažny. Dodal, že má však zadáno o změnu jména u místodržitelství a že žádá o povolení, aby se mohl jmenovati Hilar. Když jsem upozornil, že změna jména není vůbec lehká věc, ale zejména že se žádává, aby nové jméno začínalo touž písmenou – řekl, že má nejmocnějšího protektora pro tuto akci. Na mou otázku, kdo to je, jmenoval onu uměleckou osobnost, která za něho byla u mne tak horlivě se přimlouvati. Tuto pomoc jsem pokládal podle svých zkušeností za nejúčinnější, ale nemohl jsem si odepříti poznámku, že nechápu, proč se tento činitel stále pro něho do té míry angažuje. Hilar se usmál a řekl, že získal této pomoci zvláštním způsobem. Slíbil této umělecké individualitě, že o ní napíše a vydá knihu s ilustračními doklady jejího tvoření. "Vy že této osobnosti vydáte knihu?" tázal jsem se s úžasem. Byla to přece osoba z tábora Hilarovu uměleckému krédu přímo protichůdného. "Nevěřím - nevěřím!" "Když mi i na místodržitelství pomůže, co je mi do koho? Knihu napíši!" – Po nějakém čase přinesl mi Hilar dekret místodržitelství s povolením změny jména. Prohlédl jsem listinu a dodal: "Nyní tu knihu - pane tajemníku!" K. Hilar se dal do smíchu a řekl: "Změny jsem dosáhl - z té povinnosti se nějak vyvleku. není možno, abych to vydal!" Viděl jsem do nového tajemníka, jako by byl ze skla.[28]